# Собор Санта-Мария-Ассунта (Копер)
Собор Санта-Мария-Ассунта, или Собор Вознесения Девы Марии и Святого Назария (итал. La cattedrale dell'Assunta e di San Nazario — кафедральный собор Вознесения Девы Марии и Святого Назария; словен. Stolnica Marijinega vnebovzetja) — главный римско-католический храм епархии в городе Копер, Словения, в итальянских источниках Каподистрия (Capodistria). Освящён в честь Возесения Девы Марии и святого мученика Назария. Одно из старейших зданий города, построенное в XII веке в романском стиле. Является важным историческим и архитектурным памятником города Копер.

## История
Кафедральный собор Вознесения в Копере — один из двух соборов Коперской епархии и приходская церковь Коперского прихода. Архивные летописные документы свидетельствуют о том, что базилика в Копере появилась в конце IV века и стояла рядом с ротондой Илии, но современные археологические раскопки на этой территории подтверждений этому факту не дали. О соборе ничего не было известно до 1000 года, хотя в Копере епископов возводили на престол с 520 года.
Самые старые упоминания о романской церкви Вознесения Марии в Копере относятся к концу IX века; архивные источники описывают её как главную церковь с алтарём Девы Марии. В 1380 году генуэзские войска разграбили и опустошили Копер, забрав мощи покровителей города Святого Назария и Святого Александра, а церковь была сожжена. На реставрацию ушло более ста лет. Церковь, которая до этого находилась примерно в восьми метрах от отдельно стоящей колокольни, была расширена в западном направлении. В 1422 году коперцы из Генуи торжественно вернули мощи Святого Назария, которые были размещены под алтарём.
До 1392 года церковь подвергалась перестройкам и расширениям, что также привело к изменению стиля: западный фасад церкви стал более готическим. Но после землетрясения, обрушившегося на истрийский город в 1460 году, фасад в 1488 году пришлось частично перестроить, добавив элементы в стиле итальянского Возрождения.
В начале XVIII века Копер оказался под венецианским владением и собор вновь пережил архитектурную трансформацию в стиле барокко. Под руководством архитектора Джорджо Массари здание было дополнительно украшено, в том числе ценными картинами венецианских художников Пьетро Либери, Андреа Челести, Антонио Дзанки и Витторе Карпаччо.
Епископ Копера, Паоло Нальдини в 1700 году в своей работе подробно описал треёхнефный Коперский собор того времен и, который и сохранился до наших дней.

## Архитектура
Собор построен в романском стиле. Источники до 1714 года свидетельствуют о трёхнефной романской базилике, от которой до наших дней сохранилась только южная стена, на которой можно увидеть остатки теперь обнесённых стенами романских окон, и портал в атриуме.
Колокольня высотой 53 метра представляет собой романскую башню с восьмиугольным шатром и шпилем, добавленным в 1664 году. Задуманная в XII веке как оборонительное сооружение, она была перестроена между 1418 и 1480 годами. В ней находится один из старейших колоколов в Словении, датируемый 1333 годом, отлитый Николасом и Мартином, сыновьями мастера Якова Венецианского.
Главный фасад храма имеет два яруса. Нижний, выполненный в стиле венецианской готики, был построен в 1392 году и отмечен тремя глухими арками. Верхний ярус, в ломбардском стиле, был завершён в 1488 году.

## Интерьер церкви и произведения искусства
Интерьер разделен на три нефа, каждый из которых заканчивается апсидой. Стены разделены пилястрами. Сложно профилированный кирпич, проходящий по всем внешним стенам, повторяется и внутри, на колоннах, разделяющих нефы. Эта деталь оптически разделяет церковь на две части и перетекает в пресвитерий, который представляет собой центр собора. В главном алтаре с киворием запрестольный образ изображает Вознесение Девы Марии на небо в присутствии святых и пророков. Лепной декор в интерьере собора был выполнен в 1749 году мастером Франческо Скьяви.
Уникальным произведением искусства в церкви является картина Витторе Карпаччо «Дева Мария на троне со святыми», или «Святое Собеседование» (1516), расположенная в верхней части трансепта. На картине Святой Назарий держит в руке модель города, она является старейшим из известных изображением города Копера.
Самым древним из сохранившихся скульптурных произведений является мраморная надгробная плита Святого Назария, епископа Копера VI века и покровителя города.
В первой капелле левого нефа помещена картина Витторе Карпаччо «Рождество Христа». Саркофаг Святого Назария, находящийся за главным алтарём, датируется XIV веком и, вероятно, был создан венецианским скульптором Филиппо де Санти. Сокровища собора, состоящие из ювелирных изделий XV—XVI веков, хранятся в ларце из слоновой кости IX века. В соборе сохранился орган Гаэтано Каллида из Венеции 1773 года, предыдущий был разрушен молнией в 1771 году.
С левой, северной стороны собора находится круглое в плане романское здание типа ротонды второй половины XII века, изначально задуманное как баптистерий и посвящённое святому Иоанну Крестителю.

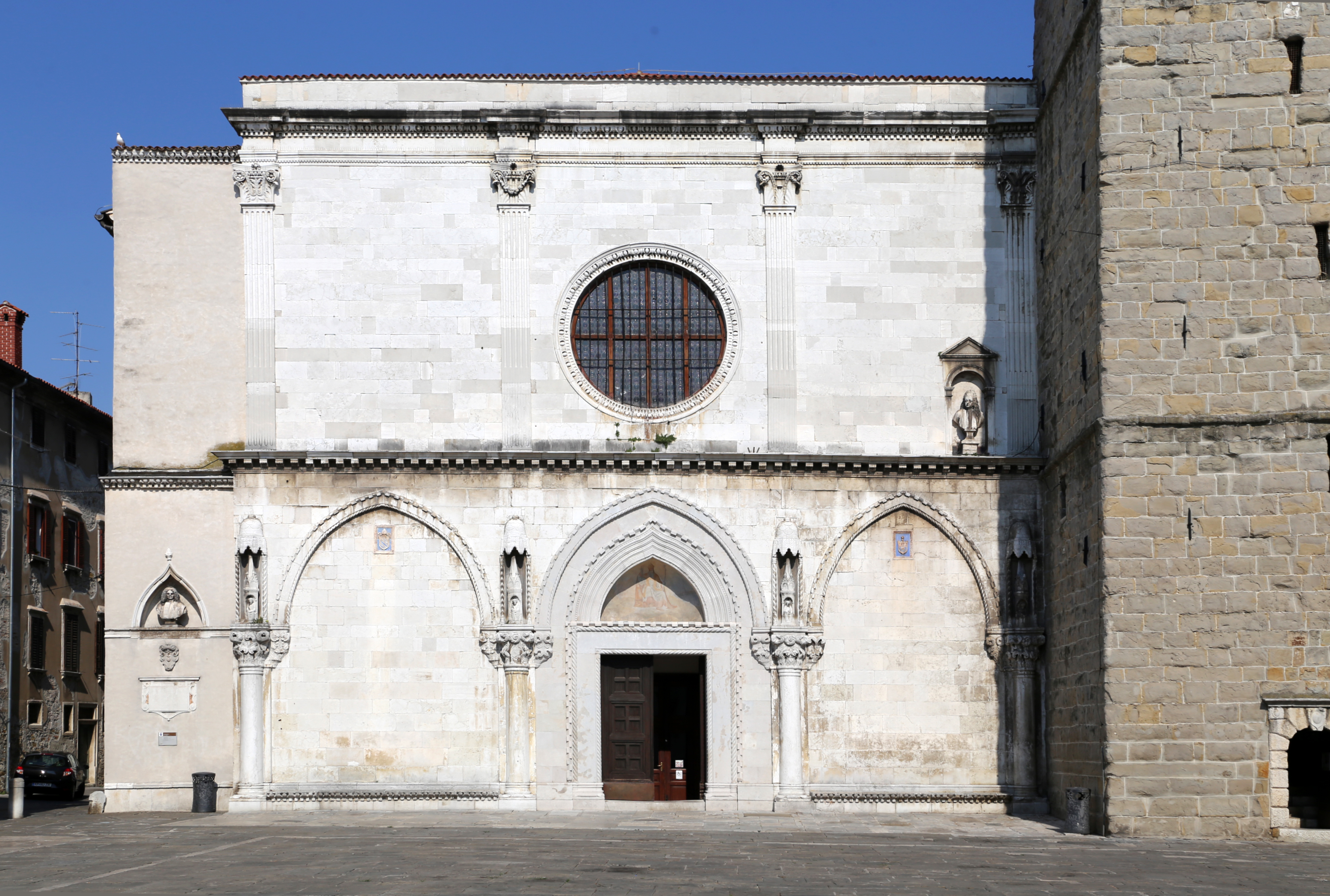
Главный фасад
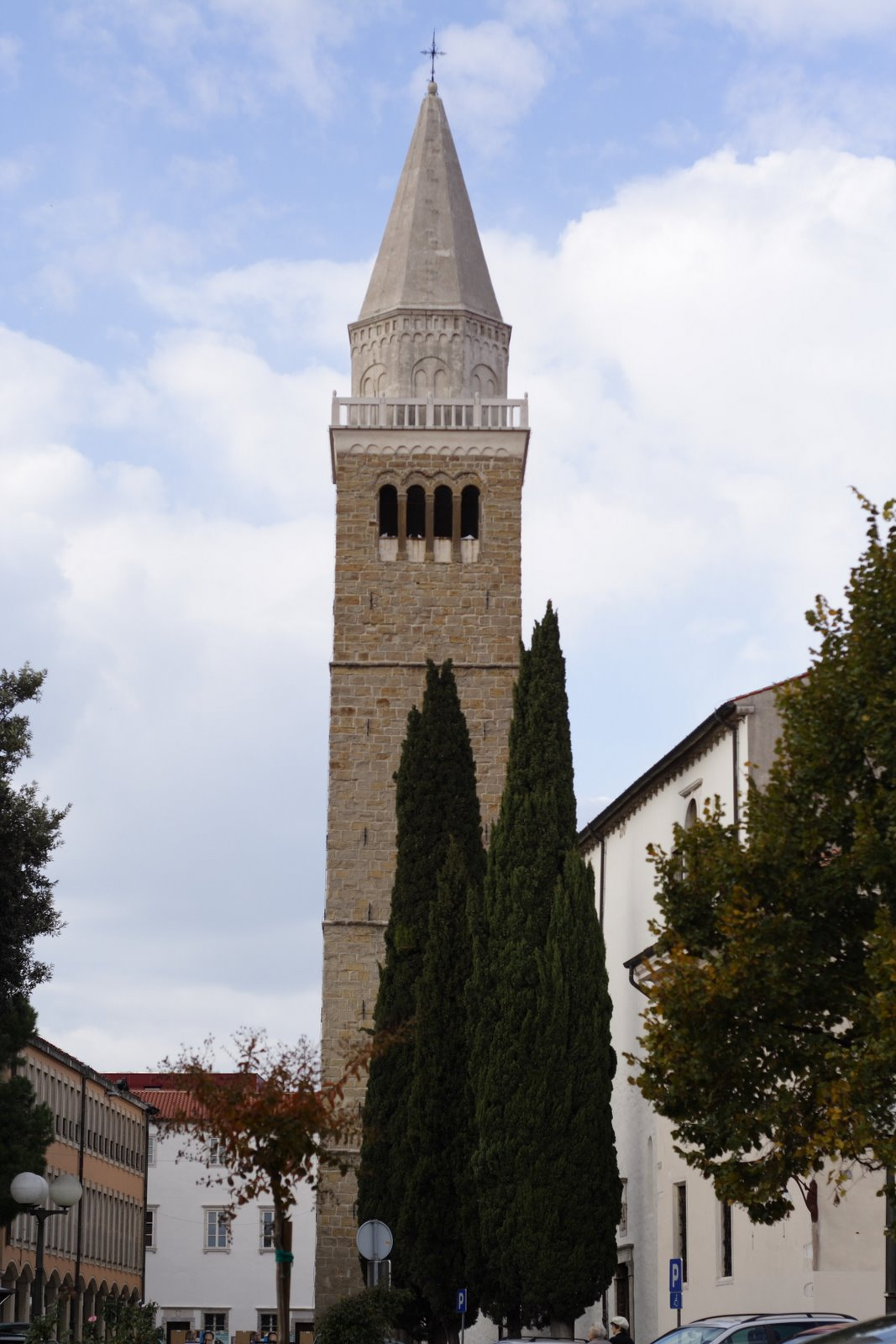
Кампанила (колокольня)
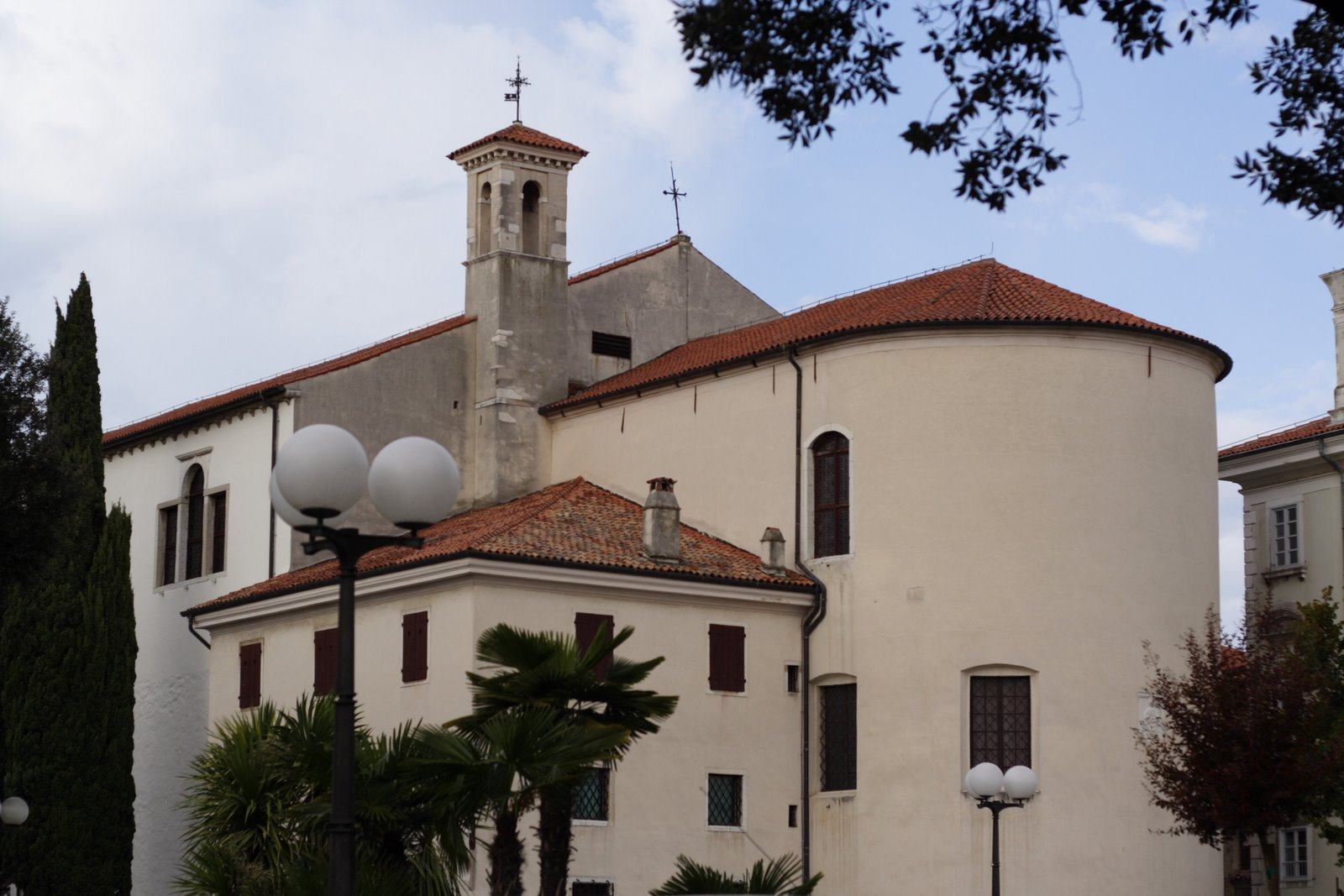
Апсида
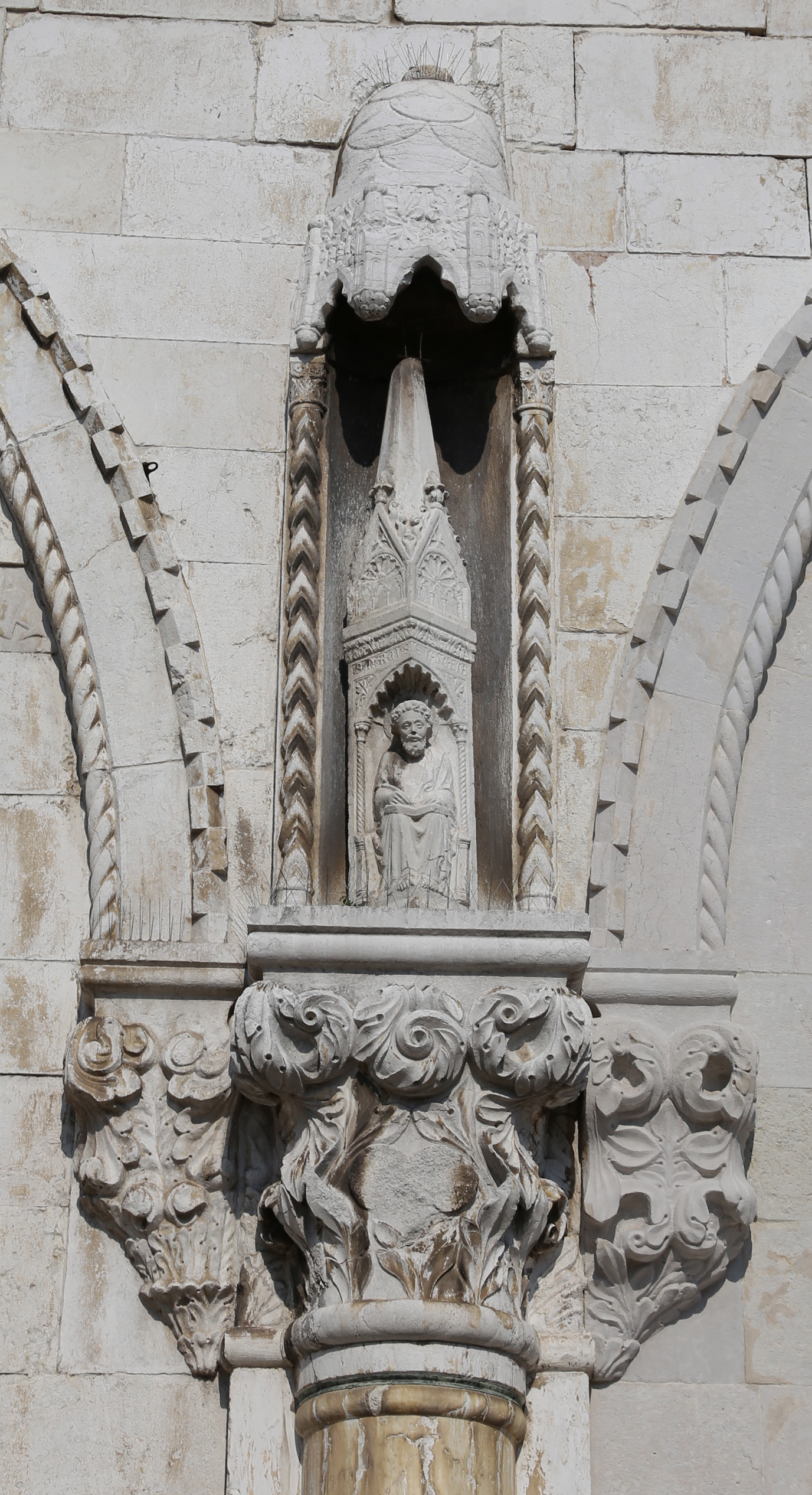
Статуя фасада. Между 1400 и 1450
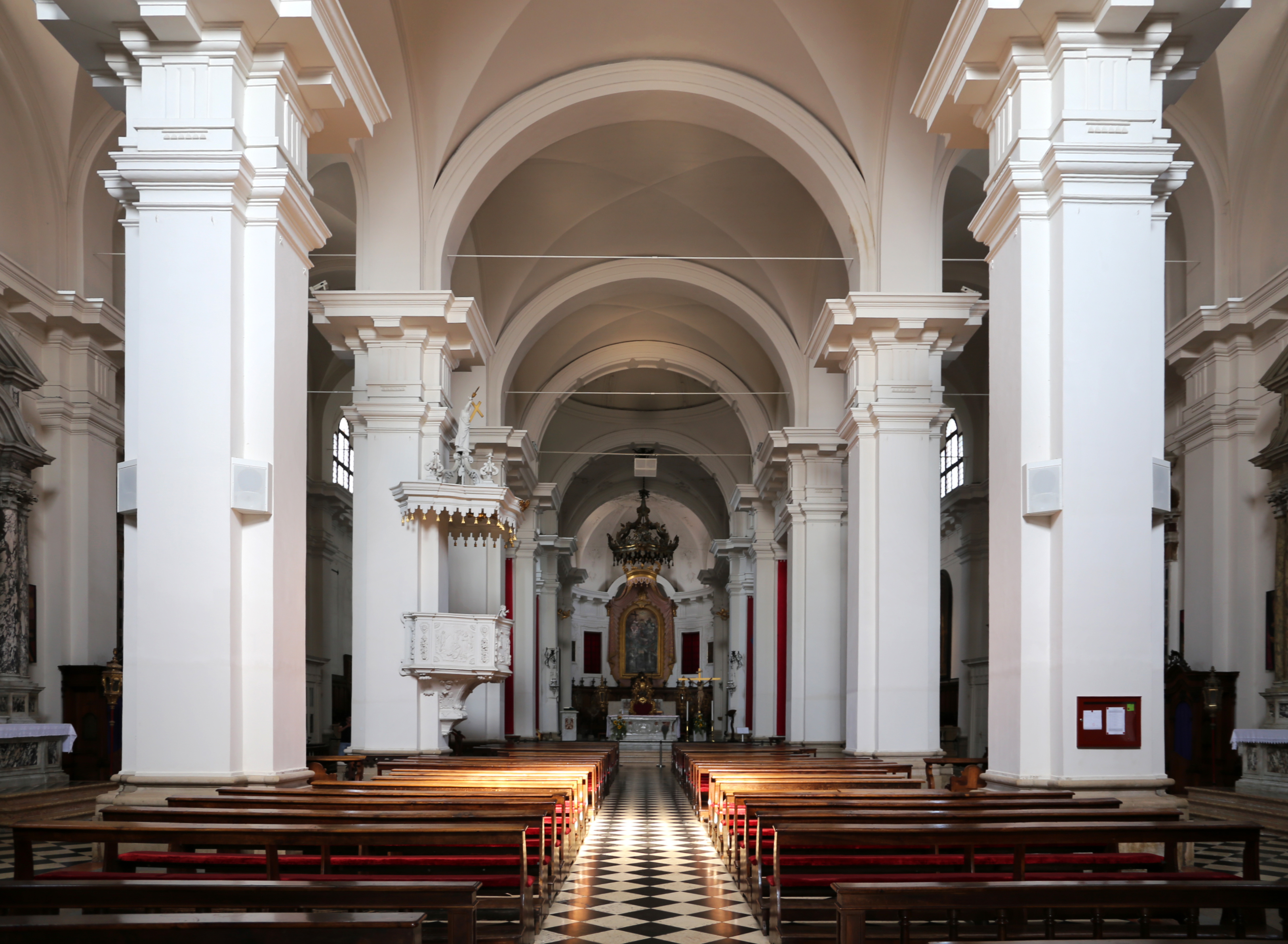
Интерьер
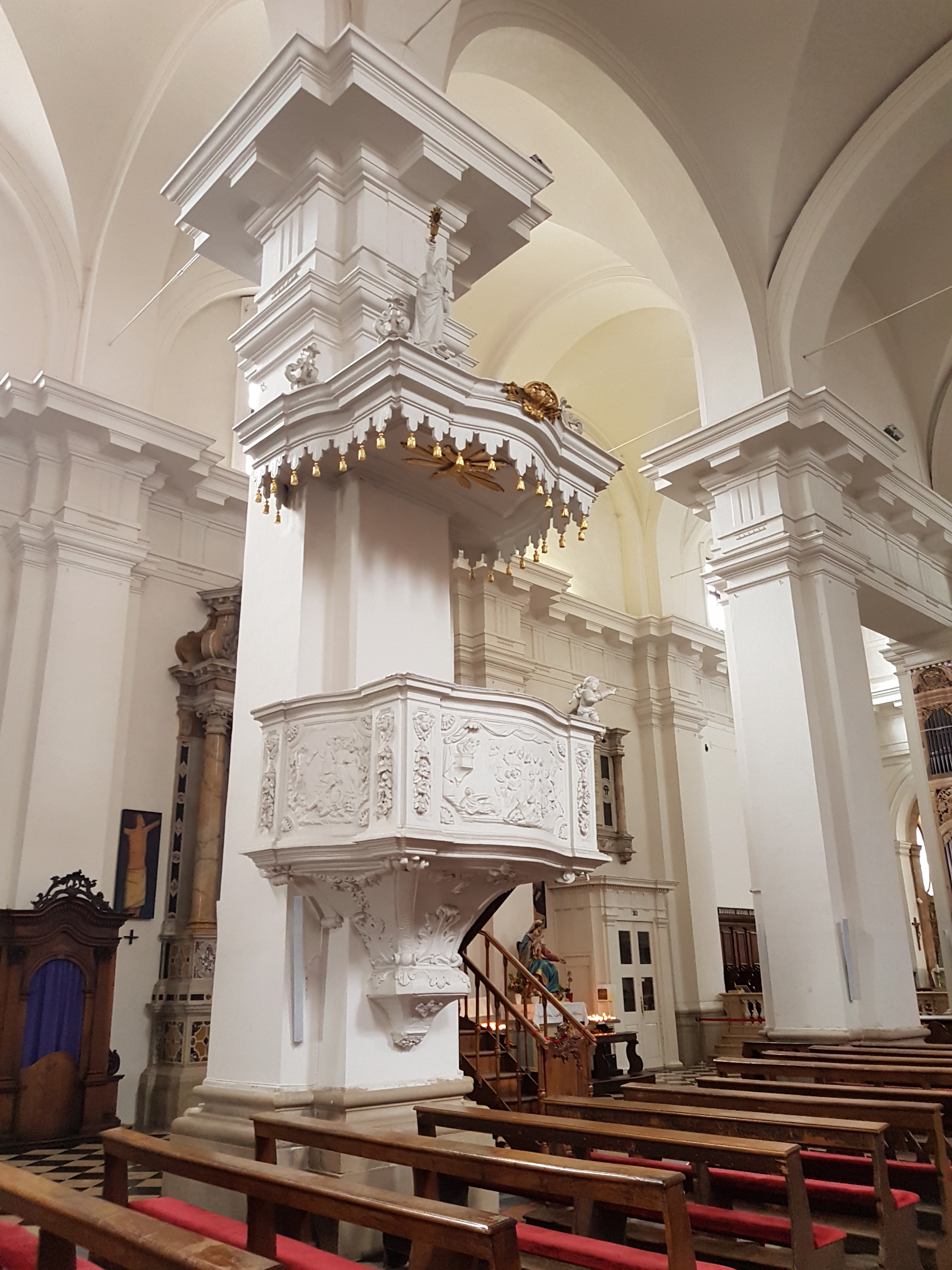
Кафедра
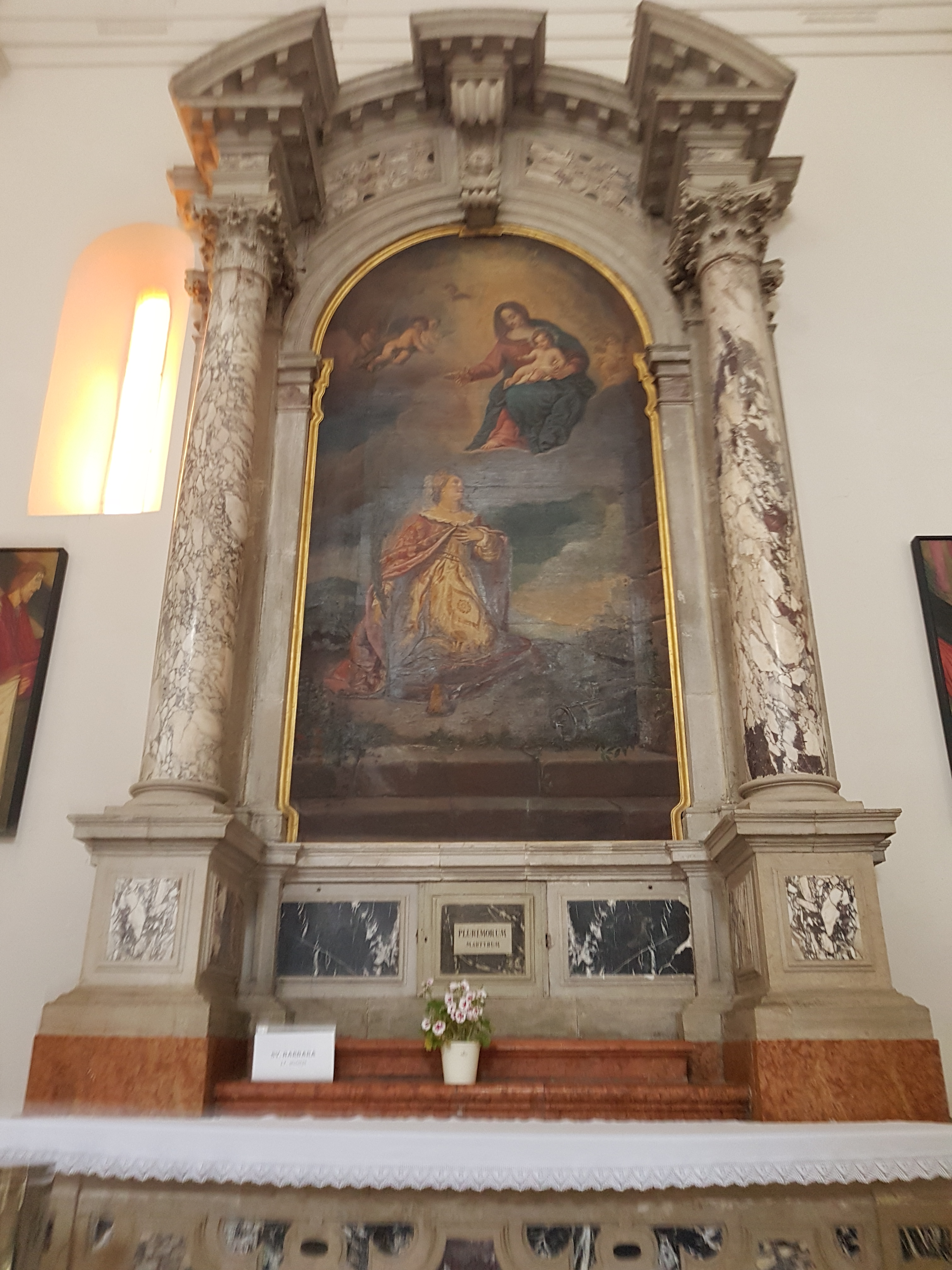
Ассунта (Вознесение Девы Марии)
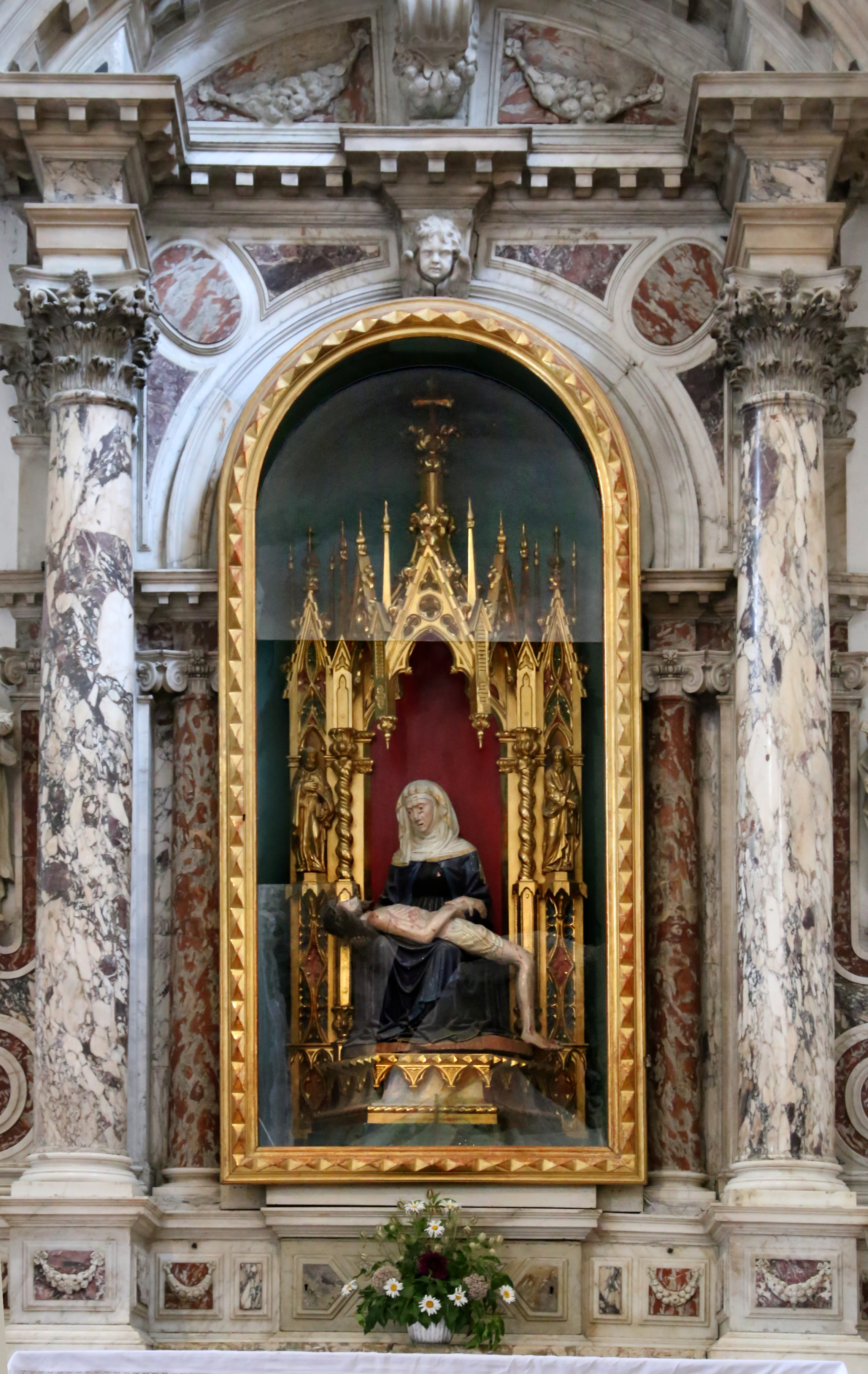
Пьета. XV в.
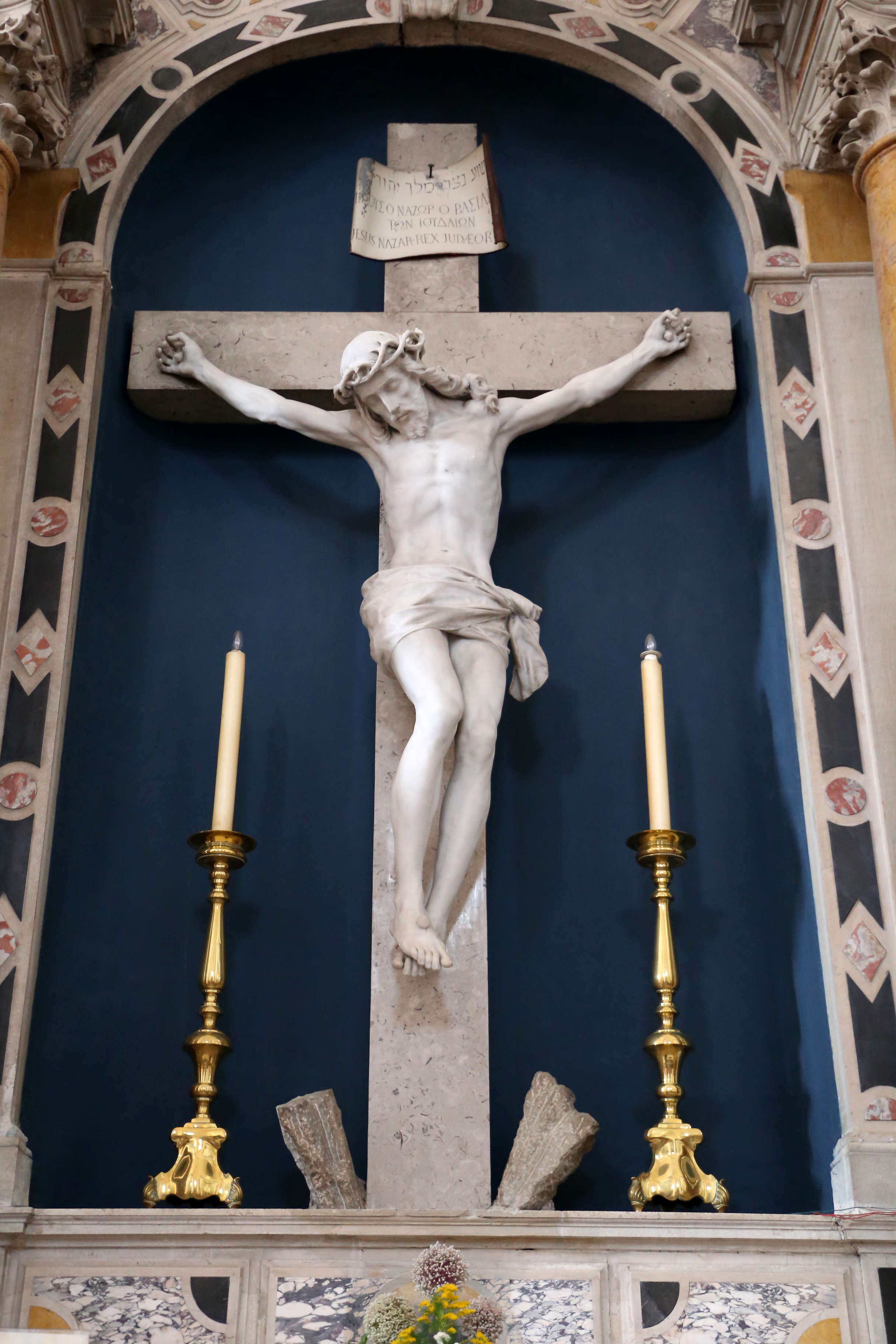
Распятие. 1729
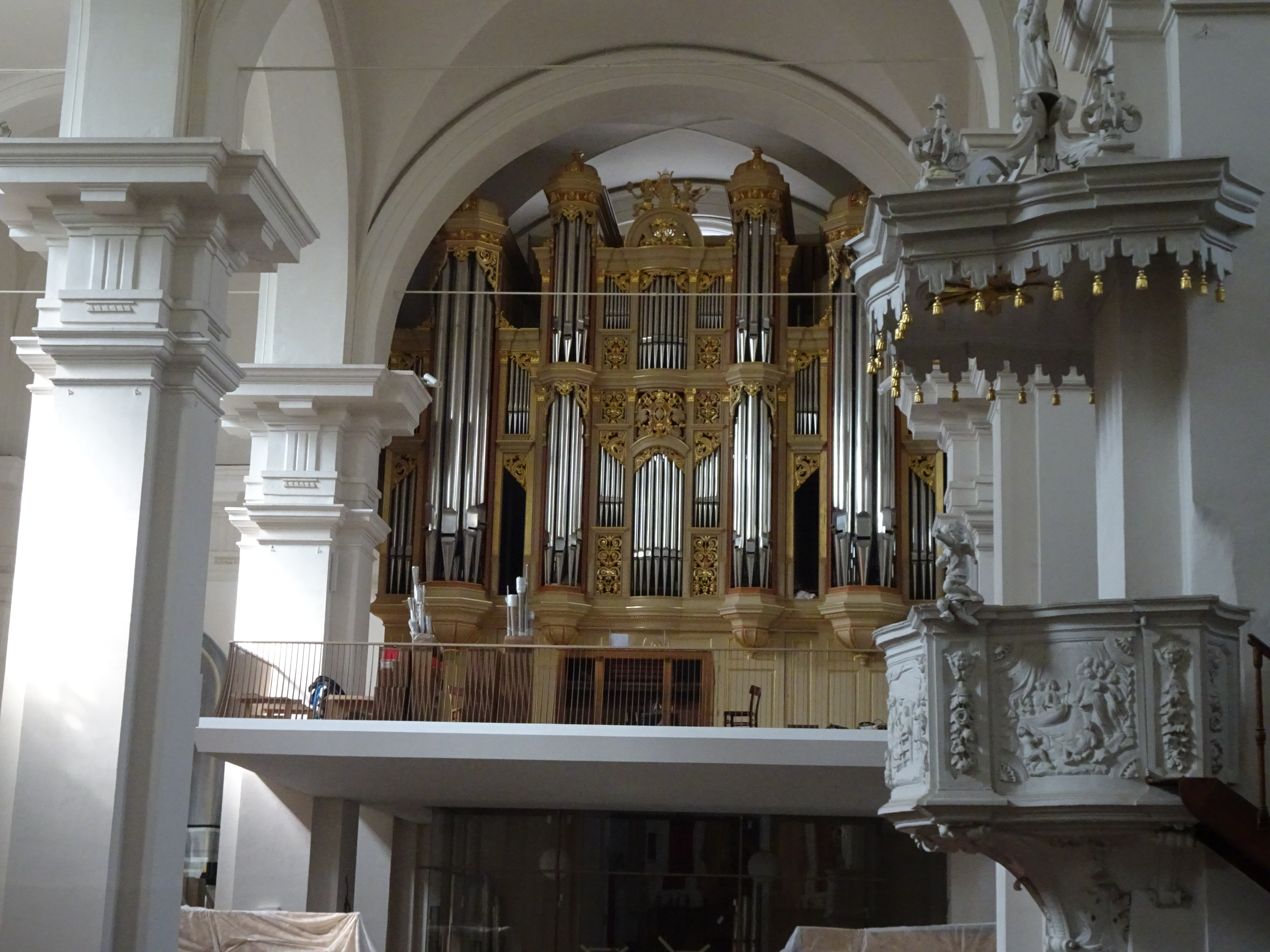
Орган
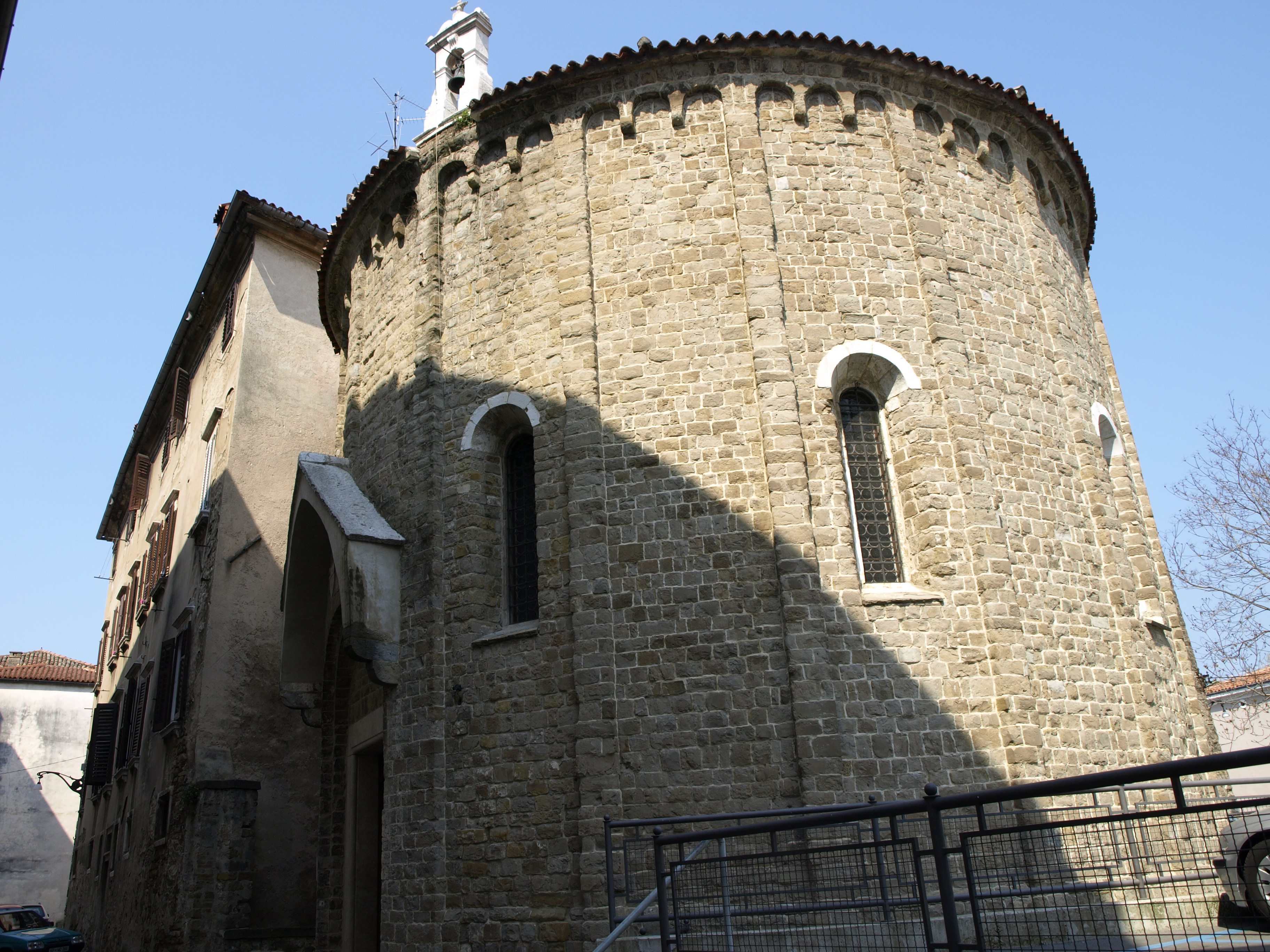
Баптистерий Святого Иоанна Крестителя